# 아름다운 청년 전태일
《아름다운 청년 전태일》은 1995년 대한민국의 영화이며, 노동운동가 전태일의 일생을 그렸다. 현재 유튜브에서 무료로 볼 수 있다.

## 줄거리
이 영화는 대한민국 서울을 배경으로 하며, 두 가지 다른 시간대의 두 가지 관점에서 이야기가 전개된다. 1980년대, 법대 졸업생 김영수(문성근)는 과거에 과격하고 전복적인 활동을 한 이력 때문에 당국의 눈을 피해 숨어 지낸다. 그는 첫 아이를 임신 중이며 직장 내에서 노동조합 결성을 시도하는 아내 신정순(김선재)과 비밀리에 만난다. 그는 시간을 생산적으로 사용하기 위해 5년 전 노동권 침해에 대한 관심을 끌기 위해 자살한 재단사 전태일의 전기를 집필하고 있다. 김영수는 전태일의 어머니와 연락하여 시내를 돌아다니며 활동가의 친구들과 옛 동료들을 은밀히 만나 책의 자료를 얻기 위해 인터뷰를 한다. 이 시간대는 컬러로 보여진다.
몇 년 더 일찍 시작되는 두 번째 시간대는 흑백으로 보여지는데, 전태일은 길에서 우산을 팔다가 정식 직장을 얻어 서울 평화시장의 한 의류 공장에서 일하게 된다. 이곳은 서울 시내에 비슷한 사업체들이 많이 늘어선 거리로, 노동자들은 장시간 노동, 무급 초과 근무, 열악한 조건, 휴가나 혜택 없음, 매우 낮은 임금에 시달린다. 전태일은 아버지로부터 노동자 권리에 대한 법이 있다는 것을 알게 되고, 이 주제를 연구하여 고용주에게 직원들을 공정하게 대우해 달라고 압력을 가하기 시작한다. 그는 또한 제대로 먹지 못하는 동료들을 위해 빵을 사주기도 한다. 고용주들이 법을 준수하는 데 관심이 없다는 것이 명확해지자, 그는 이러한 법이 존재한다는 것을 알지 못했던 다른 의류 노동자들과 자신의 연구를 공유한다. 그는 회의를 소집하여 그들에게 이러한 학대에 자신을 내맡기는 것이 어리석다고 말하고, 그들은 '바보회'라고 불리는 활동가 그룹을 결성한다.
전태일은 노동부에 여러 법률이 어떻게 위반되고 있는지 보여주는 보고서를 작성하고, 노동부는 이를 조사하겠다고 말한다. 용기를 얻은 그는 다른 노동자들에게 집으로 돌아가 쉬어도 된다고 말할 책임을 맡지만, 해고되어 도로 건설 프로젝트에서 일하게 된다. 그 일은 똑같이 힘들고, 노동자들은 비슷하게 학대받고 저임금을 받지만, 그는 의류 산업의 동료들을 무시할 수 없다고 결심하고 건설 현장을 떠나 노동자 권리 운동을 위해 도시로 돌아간다. 그의 옛 동료들은 그가 돌아온 것을 보고 기뻐하고, 그는 노동부에 보호받을 권리가 없다는 정식 불만을 제출하지만, 노동부가 오직 사업주들을 돕는 데에만 관심이 있다는 것이 명확해진다. 노동자들은 중요하지 않다.
결국, 전태일은 한 기자와 만나지만, 기자는 사실을 필요로 한다. 그래서 전태일은 다른 의류 노동자들을 인터뷰하며 임금, 근무 시간, 질병 수당 부족, 열악하고 종종 위험한 작업 환경에 대한 세부 정보를 수집하고, 기자는 신문에 특종 기사를 써서 노동부의 관심을 받게 된다. 노동자, 사업주, 노동부 사이에 회의가 열리고 많은 약속이 이루어지며 상황이 나아질 것처럼 보인다. 노동자들은 또한 일어나고 있는 학생 시위에 영감을 받아 거리 시위를 조직하지만, 약속이 지켜지기를 기다리는 동안 repeatedly 좌절되고, 큰 성명을 내지 않으면 아무것도 일어나지 않을 것이라는 사실을 점차 깨닫게 된다. 그들은 어차피 노동법이 지켜지지 않는다면 존재하지 않는 것이나 마찬가지라고 동의하고, 공개적으로 노동법전을 불태우기로 결정한다. 동료들이 책 소각 시위를 준비하는 동안, 전태일은 휘발유를 몸에 붓고, 노동법전에 불을 붙이는 동시에 자신에게 불을 붙이고 "우리는 기계가 아니다"라고 외치며 거리를 달린다.
현재 김영수는 과거 의류 사업체들이 있던 평화시장을 거닐다, 김영수가 쓴 '전태일 평전'이라는 책을 들고 있는 전태일과 매우 닮은 젊은 남자를 본다.

## 제작 영화사
- 기획시대(제작사)
- 대우시네마(배급)

## 캐스팅

### 주연
- 홍경인: 전태일 역
- 문성근: 김영수 역
- 김선재: 정순 역

### 조연
- 이주실: 이소선 역
- 명계남: 전상수 역
- 독고영재: 영수 선배 역
- 유순철: 영수 부 역

### 단역
- 노동국장: 김용만
- 근로감독관: 안소영
- 기자단: 김승수, 김석만, 김광림
- 삼동회 회원: 임진택, 김필국, 유병석, 최일순, 최정민, 신삼봉, 전정로, 황동섭, 전대병
- 바보회 회원: 최경국, 이재구, 강도욱
- 평화시장 주식회사 사장: 박용수
- 한미사 사장: 민경진
- 삼일사 사장: 조현태
- 왕성사 사장: 이해식
- 사장단: 최종인, 이승철, 임현재, 김영태, 김영문, 김태원
- 삼일사 재단사: 홍석연
- 한미사 재단사: 박철민
- 경자: 김보경
- 청계피복공원: 최진애, 박순덕, 서영주, 박미현, 서정미, 조영호, 김수진, 김은영, 이가명, 이은영, 이주희, 김소정, 김지선, 안훈철, 조남길, 지수희, 이경숙, 장옥자, 이승숙, 허맹호
- 공장장: 권태원
- 박 주임: 김석주
- 은하수다방 레지: 장혜정
- 형사: 이두일, 유수종, 윤명선, 김영대
- 영수 후배: 임일찬, 강수아, 정인기, 김재홍
- 영수 선배 부인: 서지현
- 학생대표: 이재성
- 우산사는 여자: 이용녀
- 포장마차 주인: 최현숙
- 포장마차 취객: 권혁풍, 김기천
- 할아버지: 장인한
- 동사무소 직원: 문홍식
- 근로감독관실 직원: 정열균, 원창현, 최삼태
- 사장사무실 직원: 오승미
- 망태 할아버지: 김영수
- 여공: 이혜미
- 우산파는 아이: 허장근

## 제작진
- 감독: 박광수
- 조감독: 김석태, 허진호, 이종혁, 박흥식, 김기엽
- 스크립터: 박흥식
- 각본: 이창동, 김정환, 이효인, 허진호, 박광수
- 촬영: 유영길
- 촬영부: 석형징, 조용규, 이병호, 조도영, 김영래, 최영환, 유호, 김윤희
- 조명: 김동호
- 조명부: 고영광, 김성관, 임동명, 이종필, 박연일, 이성재
- 스틸: 윤진호
- 기획: 이수정, 류진욱
- 제작: 유인택
- 제작위원: 이소선, 김금수, 장기표, 최종인, 김용태, 정인숙, 김영대, 황명진, 유인택
- 제작부: 임정향, 유병석, 조능연
- 동시녹음: 이영길
- 녹음: 랜 맥러플린
- 음악: 송홍섭
- 미술: 주병도
- 미술부: 고희윤
- 대도구: 강현식
- 특수효과: 김철석, 김태용
- 특수효과팀: 그랜트 페이지
- 분장: 주효진
- 의상: 장기옥
- 편집: 김양일
- 소품: 김지선, 김광재
- 마케팅: 이유진, 임지영
- 색보정: 켈빈 클럼플린, 티나 캐링턴
- 녹음부: 강봉수, 변희철, 선훈, 이호원, 조남길, 안훈철
- 음악팀: 김병찬, 박병준
- 대사편집: 줄리에스 챈
- 녹음 코디네이터: 리즈 라잇
- 음악녹음: DMR 스튜디오, 송 스튜디오
- 보조출연: 베스트, 예인연기학원
- 학생출연: MTM
- 기록사진: 사단법인 한국민족예술인총엽합사진가협의회
- 후반작업: 김향일
- 스테디캠: 곽명훈
- 분신 스턴트: 오세용, 한철훈, 이희은, 안근철, 서정수, 안갑용, 이웅준, 서명석
- 효과제작: 팀 조르단
- 효과편집: 제런드 롱, 폴 피롤라
- 옵티컬: 릭 스프링겟트
- 현상코디네이터: 유진 로체, 마틴 호일
- 한글타이포그래피: 한재준
- 디자인: 씨네월드
- 인쇄: 태인기획
- 경리싱: 염호림, 박미화
- 운송: 신순식, 정진우
- 발전기: 김봉석
- 크레인: 이종혁, 거인기획
- 편집기재: 필름 오스트레일리아

## 사운드 트랙
| #   | 제목                                                                          | 가수            | 재생 시간 |
| --- | ----------------------------------------------------------------------------- | --------------- | --------- |
| 1.  | 〈Main Theme With Narration〉 (태일)                                          | Various Artists | 1:42      |
| 2.  | 〈Main Theme〉 (분신장면)                                                     | Various Artists | 4:01      |
| 3.  | 〈Sub Theme With Dialog〉 (해변가 모임)                                       | Various Artists | 2:19      |
| 4.  | 〈Love Theme Woth Dialog〉 (정순,영수 대화 / 정순 기다리는 영수 - 버스정류장) | Various Artists | 1:42      |
| 5.  | 〈Love Theme〉 (영수 내레이션 / 전철역에서 정순과 만나는 장면)                | Various Artists | 2:09      |
| 6.  | 〈Intro〉 (노동철 축제장면)                                                   | Various Artists | 1:42      |
| 7.  | 〈영수 Naration〉                                                             | Various Artists | 1:23      |
| 8.  | 〈Main Theme〉 (평화시장 / 태일이 다니던 공장을 돌아보는 영수)                | Various Artists | 1:44      |
| 9.  | 〈Main Theme With Dialog〉 (평화시장 / 피를 토하는 경자)                      | Various Artists | 0:46      |
| 10. | 〈Sub Theme With Dialog〉 (평화시장 실태가 신문에 보도되었을때)               | Various Artists | 1:47      |
| 11. | 〈Sub Theme #3〉 (태일의 첫 번째 시위)                                        | Various Artists | 1:30      |
| 12. | 〈Sub Theme With Dialog〉 (영수, 난지도에 버려진 정순을 찾으러 갈때)          | Various Artists | 1:01      |
| 13. | 〈서울대에서의 시위장면〉                                                     | Various Artists | 0:36      |
| 14. | 〈Sub Theme With Dialog〉 (영수, 시위주동후 피신할 때)                        | Various Artists | 1:16      |
| 15. | 〈1995년의 평화시장〉                                                         | Various Artists | 1:06      |
| 16. | 〈그대 영혼에〉                                                               | 유앤미 블루     | 4:42      |

## 수상
- 16회 청룡영화상 - 작품상, 감독상(박광수), 촬영상(유영길)